# دارلینگ (میسیسیپی)
دارلینگ (به انگلیسی: Darling) مکانی در ایالت میسیسیپی کشور ایالات متحده آمریکا است که جمعیت آن در سرشماری سال ۲۰۱۰ میلادی، ۲۲۶
نفر بوده‌است.